# Нижняя церковь (Гродно)
Нижняя церковь в Гродно (бел. Нíжняя царква́) — старейший из известных христианских храмов Гродно. Расположена на территории гродненского детинца. Памятник гродненской школы зодчества.

## История
Церковь возведена в XII веке. Существуют разногласия относительно более точной датировки. Согласно Н. Н. Воронину церковь возведена во второй четверти XII века. П. А. Раппопорт относил строительство к третьей четверти XII века. Так же П. А. Раппопорт предполагал, что архитектором гродненского храма мог являться Пётр Милонег.
Общепринятой считается дата разрушения храма — 1183 год. Ипатьевская летопись содержит упоминание о пожаре в Гродно. Согласно летописи: «Городен погоре весь и церквы каменная от блистания молнии и шибения грома». По мнению Н. Н. Воронина в этом летописном сообщении речь идёт о разрушении одного храма. Разрушенные стены храма позднее были засыпаны и послужили основанием для строительства Верхней церкви: небольшого готического храма, времён великого князя Витовта.
Во время земляных работ, на территории гродненского детинца, в 1932—1933 годах, церковь была обнаружена Ю. Ядковским и по расположению в раскопках названа Нижней.
После разрушения храма в руинах был устроен своеобразный «элитный некрополь», предназначенный для захоронений знати. Среди погребённых там людей выделяется фигура мощного и высокого мужчины, на палец которого при погребении было надето богатое золотое кольцо (экспонируется в Старом замке). Останки мужчины с кольцом были исследованы выдающимся антропологом М. Герасимовым. Существуют, однако, предположение, что на самом деле скелет принадлежит некоей знатной женщине. Также высказывалась гипотеза, что мужчина с кольцом это известный полководец Давыд Городенский. 
В настоящее время Нижняя церковь накрыта павильоном. Демонстрируется посетителям Гродненского государственного историко-археологического музея.

## Архитектура
Церковь представляет собой шестистолпный, трёхнефный и трёхапсидный храм со срезанными углами. Церковь имела один купол. Низ стен декорирован вставками полированных валунов. Верхняя часть стен была украшена майоликовыми плитками. Согласно Н. Н. Воронину церковь имела звонницу. В раскопках им были обнаружены фрагменты колокола.
Представление о первоначальном внешнем виде храма может дать лучше сохранившаяся Коложская церковь, построенная после гибели Нижней церкви, с использованием тех же инженерных и художественных приёмов.
В интерьере Нижней церкви выделялся майоликовый пол со сложным узором. По мнению Воронина: «майоликовый ковёр подкупольной части пола по красоте и сложности пока не имеет себе равных среди памятников других областей XII века». Для улучшения акустических характеристик помещения в стены были замурованы голосники. Сохранились детали позолоченных украшений алтарной части храма.

## Интересные факты
Согласно Ипатьевской летописи храм сгорел в результате удара молнии.